# Stéréotype de la blonde
 (mars 2024).
Si vous disposez d'ouvrages ou d'articles de référence ou si vous connaissez des sites web de qualité traitant du thème abordé ici, merci de compléter l'article en donnant les références utiles à sa vérifiabilité et en les liant à la section « Notes et références ».
En pratique : Quelles sources sont attendues ? Comment ajouter mes sources ?

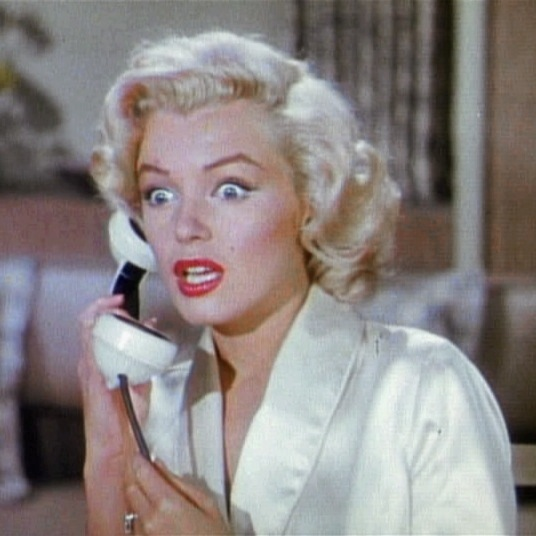
Marilyn Monroe.

Le stéréotype de la blonde est un stéréotype populaire, généralement appliqué aux femmes, selon lequel les personnes aux cheveux blonds seraient plus naïves, moins intelligentes, et auraient moins de bon sens que la moyenne. Cet archétype a été popularisé par des rôles d'actrices, comme ceux tenus par Marilyn Monroe.
De fait, les blondes sont le sujet de prédilection de plusieurs plaisanteries, souvent assez crues, exploitant ce stéréotype. Le terme de « blondasse » résume à lui seul toutes ses implications et se veut particulièrement offensant. Ce genre de plaisanteries ou d'insultes est parfois apparenté à de la discrimination.
Certaines célébrités ont néanmoins exploité ce cliché à leur bénéfice : la chanteuse Dolly Parton composa la chanson Dumb Blonde (« Stupide blonde ») qui se veut être de l'autodérision. D'autres cherchent plutôt à se comporter comme l'archétype même du stéréotype à des fins médiatiques, comme Paris Hilton.
Toutefois, des études aux conclusions contradictoires montrent que ce stéréotype peut avoir des conséquences tant négatives que positives sur la carrière des intéressées,.

## Origine

### Histoire
Dans la Rome antique, des méthodes de teinte des cheveux existaient déjà. Cependant, les auteurs « sérieux » comme Properce considèrent qu'il faut préférer la couleur naturelle et que les personnes qui se teignent sont futiles.
La courtisane blonde Rosalie Duthé est caricaturée pour sa bêtise en 1775, mais il n'y a pas de lien clair avec la couleur de ses cheveux.
Dans la civilisation judéo-chrétienne, la blondeur est le signe de la jeunesse, donc de l'innocence et de la pureté. Au XXe siècle, cette image est transformée en ignorance et en bêtise.
En 1868, une troupe britannique présente à New York une version du spectacle Ixion où quatre actrices blondes montrent leurs jambes. Cela fait scandale et dans la presse américaine le terme dizzy blonde (« blonde évaporée ») devient synonyme de comédienne osée.
En 1925, Anita Loos publie Les hommes préfèrent les blondes. Le personnage de Lorelei est la première apparition du personnage de la blonde idiote et superficielle. L'adaptation de 1953 avec Marilyn Monroe contribue à populariser le stéréotype.

### Société
Dans la symbolique héritée des croyances médiévales en Europe, la femme blonde est l'épouse légitime, la femme brune la maîtresse, selon une dualité manichéenne. La très belle Yseult, la femme aux cheveux d'or, est l'une et l'autre, et est cependant loin d'être naïve. Quant à la rousse elle reprend, comme les roux, la thématique de la couleur de cheveux de Judas donc elle est sorcière[source insuffisante].
David Johnston, de l’Université de technologie du Queensland, en Australie, a montré que les salaires des femmes blondes étaient supérieurs après un certain nombre d’années dans la vie active à ceux des autres femmes, alors même que le groupe étudié avait le même niveau d’instruction. Et D. Johnston de conclure avec humour que le fait d’être blonde équivaut pratiquement à une année d’étude supplémentaire : une blonde ayant un niveau d’études correspondant à « bac + 2 » serait payée autant qu’une brune ayant un « bac + 3 ».
Selon ce que rapporte BBC News, les belles femmes reçoivent davantage d'attention que la moyenne, ce qui leur donnerait une importante confiance en elles. Cette assurance les pousserait à être plus agressives lors de débats sociaux. L'étude a été menée auprès de 156 étudiantes et les chercheurs ont constaté que les femmes qui se sentaient mieux dans leur peau, en l'occurrence une majorité de blondes, étaient susceptibles de se mettre en colère plus facilement afin d'arriver à leurs fins.
Les serveuses blondes profiteraient de pourboires plus généreux que leurs congénères brunes. En entreprise, les blondes seraient aussi mieux payées par leurs supérieurs masculins que les femmes d’une autre couleur capillaire. Dans la vie privée, la blonde est plutôt associée à une femme légère qui n’a pas spécialement envie de se caser quand la brune reflète plutôt la stabilité. Les blondes sont mieux payées dans le milieu professionnel, et par extension, peut-être aussi plus populaires.

### Théories
L'origine du stéréotype de la blonde n'est pas bien connue et la plupart des théories avancées tiennent de la légende urbaine et sont invérifiables.[réf. nécessaire]
Dans la plupart des cultures des pays d'Europe de l'Ouest, les cheveux blonds symbolisent la sainteté (les anges blonds) et les enfants (les « chères têtes blondes »). Comme il n'est pas rare qu'en grandissant les personnes nées blondes voient leurs cheveux s'assombrir, il se peut que le blond ait été associé symboliquement à l'enfance, la jeunesse et donc par extension, la naïveté et le manque d'intelligence. En outre, la relative rareté des cheveux blonds (environ 10 % de la population en Europe de l'Ouest) a pu faire que les enfants blonds aient été souvent admirés et que peut-être certains, pour attirer davantage l'attention, aient pris un comportement enfantin, ce qui aurait pu contribuer au mythe.[réf. nécessaire]
Mais il est possible que ce stéréotype ait des origines bien plus anciennes : les Romains et les Grecs étaient fascinés par la couleur des cheveux des Celtes et des Nordiques et cherchaient à en imiter la teinte rousse et leur souplesse. Ceux de la région méditerranéenne se teignaient souvent les cheveux, et les courtisans haut placés achetaient des perruques faites de cheveux d'esclaves germains et celtes.[réf. nécessaire]
La journaliste britannique Joanna Pitman dans son livre Les Blondes, une drôle d'histoire : d'Aphrodite à Madonna considère la courtisane parisienne Rosalie Duthé comme une des premières blondes notoirement idiote en se basant sur la pièce de 1775 Les Curiosités de la foire qui caricatureraient sa bêtise. Cette association est cependant fragile car l'ascension sociale et financière de Rosalie Duthé, qui mourut riche et âgée après avoir connu l'Ancien Régime, la Révolution française et sa Terreur et le Premier Empire, est difficilement compatible avec un tel défaut.
Les cheveux roux et souples, finirent par être associés à la prostitution et à s'attirer les foudres des puristes, qui interdirent la teinture et la décoloration des cheveux. Cet interdit moral dura jusque dans les années 1920. Il est possible que l'aspect « naïf » proprement dit vienne ensuite des femmes victimes des infidélités de leur mari qui cherchaient à se rassurer : elle est blonde donc légère et écervelée.[réf. nécessaire]
D'un autre côté, l'hypothèse que ce cliché soit moderne n'est pas complètement à rejeter et il est possible que l'image de la blonde écervelée ait commencé au début du XXe siècle, avec le roman populaire d'Anita Loos (1925) : Les hommes préfèrent les blondes dans lequel le personnage principal, Lorelei Lee, est une chanteuse jolie mais sotte. Le rôle, tenu ensuite en 1953 par Marilyn Monroe dans le film, et la pièce musicale tirée du livre ; ainsi que d'autres dans la même veine tenus par Judy Holliday, Jayne Mansfield, et Betty Hutton auraient grandement contribué à établir le stéréotype alors qu'elles passaient pour intelligentes dans leur vie privée. Dans le contexte américain de l'après-guerre, le développement du type de la « Hollywood blonde » avec des actrices à la chevelure blonde platine oxygénée par les réalisateurs et producteur masculins constitue « une tentative d'étouffer le pouvoir grandissant des femmes », ce qui n'empêche pas la proportion des femmes qui se teignent les cheveux de passer de 7 % à 40 % en vingt ans. Parallèlement dans les années 1950, Judy Holliday se spécialise dans le  renversement du stéréotype de la blonde idiote, dans une série de films (Comment l'esprit vient aux femmes, Une femme qui s'affiche, Je retourne chez maman) de George Cukor. Le slogan « Parce que je le vaux bien », développé en 1973 par Ilon Spetch, fille de féministe et publicitaire pour L'Oréal, permet selon  Joanna Pitman de dépasser ce stéréotype en faisant de la teinture en blond « un étrange symbole de l'émancipation féminine ».

### Thèse universitaire
- Myriam Rolland-Perrin, La chevelure féminine dans la littérature médiévale : contribution à l'analyse des stéréotypes, École doctorale Littérature française et comparée (Paris), 2006 (présentation en ligne)